# İskilipli Atıf Hoca

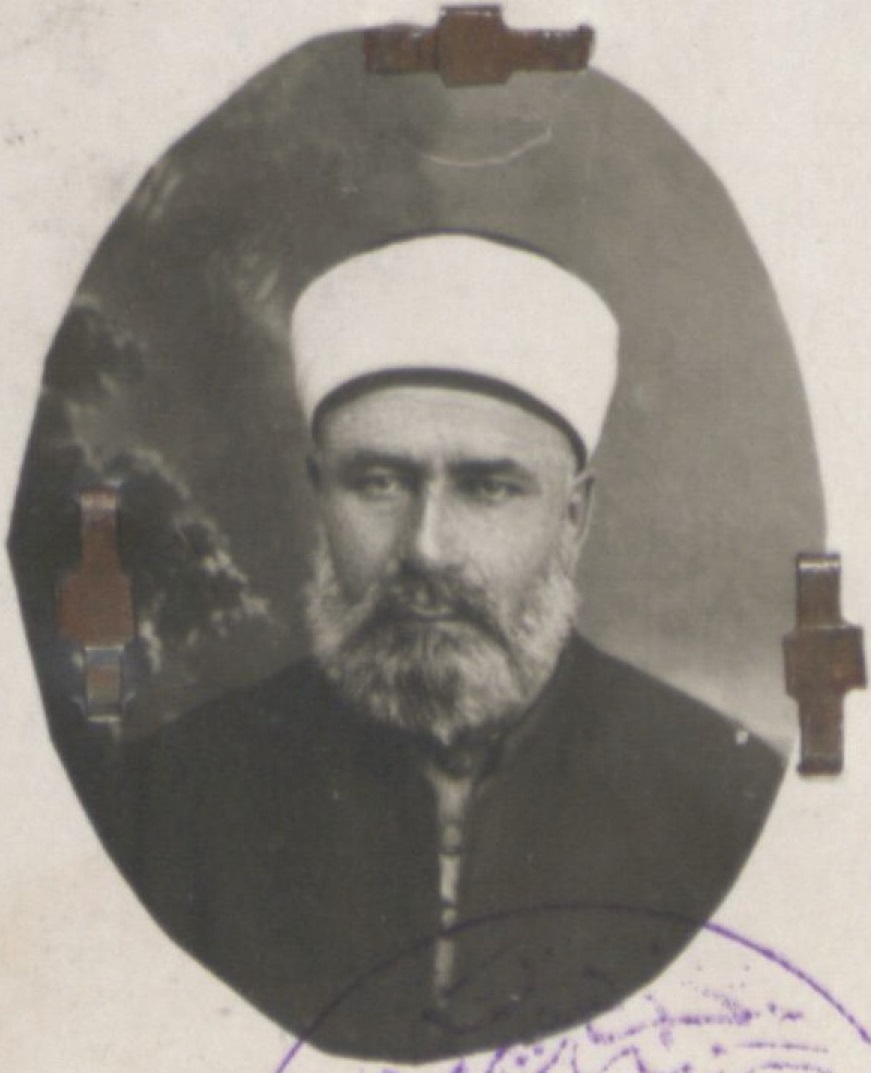
İskilipli Mehmed Atıf Hoca

İskilipli Mehmed Atıf Hoca (* 1875 im Dorf Toyhane, im Landkreis İskilip; † 4. Februar 1926 in Ankara) war ein türkischer Religionsgelehrter und Autor. Er gründete 1919 zusammen mit zwei anderen Gelehrten die Cemiyet-i Müderrisin, eine religiöse Organisation gegen die Nationalbewegung unter Atatürk. Im Zuge von Aufständen nach der Verkündung des Hutgesetzes wurde er von einem Unabhängigkeitsgericht wegen Organisation und Anstachelung zum Aufruhr zum Tode verurteilt und gehängt. Eine Rolle spielte dabei sein Pamphlet Frenk Mukallidliği ve Şapka („Die Nachahmung des Westens und der Hut“).

## Leben
Geboren in einem Dorf als Sohn von Mehmed Ali Ağa, der seine Herkunft auf die Beys der Akkoyunlu zurückführte, und von einer aus Mekka stammenden arabischen Mutter, Nazlı Hanım, wurde Atıf bereits im Alter von sechs Monaten Waise. Er wuchs bei seinem Großvater auf. Erste religiöse Unterweisungen erhielt er in İskilip. Später ging er gegen den Willen der Familie zur Fortsetzung seiner Ausbildung nach Istanbul. Die Ausbildung schloss er 1902 ab. Er arbeitete in der Fatih-Moschee, absolvierte 1905 die theologische Fakultät der Darülfünun und arbeitete anschließend als Arabischlehrer an einem Gymnasium. Aufgrund seiner politischen Tätigkeit wurde er vom Şeyhülislam nach Bodrum verbannt und ging anschließend auf die Krim und nach Warschau. Nach Ausrufung der Zweiten osmanische Verfassungsperiode kehrte Atıf Efendi zurück.
Beim Aufstand vom 31. März wurde Atıf Efendi für die Dauer einer Woche inhaftiert und später, im Jahre 1913, wegen einer mutmaßlichen Verwicklung in die Ermordung von Mahmud Şevket Pascha ein weiteres Mal in die Verbannung geschickt. Anderthalb Jahre später kehrte er nach Istanbul zurück und blieb vier Jahre arbeitslos. 1919 gründete er mit Mustafa Sabri die Cemiyet-i Müderrisin, die sich später in Teâli İslâm Cemiyeti umbenennen sollte. Sie agierte für die Regierung Damat Ferid und die Besatzungsmacht und gegen die Nationalbewegung in Ankara.
Als im Zuge des Hutgesetzes in einigen Städten gewaltsame Proteste ausbrachen, wurde er wegen Organisation und Anstachelung zum Aufruhr verhaftet. Eine Rolle spielte dabei sein Pamphlet mit dem Titel "Imitation des Westens", welches er 1924 verfasst hatte. In dieser Schrift argumentierte Atif, dass die Einflüsse aus dem Westen die Türken von ihrer Religion entfremden würden. Aspekte wie Alkohol, Prostitution, Bars, aber auch Hüte, Theater und Tanzen seien schädliche Einflüsse des Westens. Hüte seien ein Zeichen der Ungläubigen und ab dem Zeitpunkt, als die Muslime genug Macht gehabt hätten, hätten sie die Andersgläubigen zu Recht optisch von den Muslimen getrennt. Diese Trennung mit der Einführung des Huts aufzuheben, sei Kufr. Es sei jedoch im Islam erlaubt, andere Aspekte der Europäer nachzuahmen – so z. B. Ess- und Schlafgewohnheiten. Letztendlich basiere laut Atıf Efendi die ganze europäische Zivilisation auf der islamischen. Europa müsse sich noch sehr anstrengen, um auf die hervorragende Zivilisationsstufe der Scharia zu gelangen.
Das Unabhängigkeitsgericht Ankara verwies den Fall nach Giresun. Es folgte eine Odyssee nach Istanbul und wiederum nach Ankara, wo er 1926 vor Gericht stand. Der Staatsanwalt forderte eine Strafe von drei Jahren Zwangsarbeit. Das Gericht verhängte jedoch die Todesstrafe. Am 4. Februar 1926 wurde İskilipli Mehmed Atıf Efendi in Ankara auf einem Marktplatz gehängt. Sein Leichnam wurde auf dem Friedhof Mamak beerdigt und 1954 umgebettet.
Atıf Efendis Leben wurde mit dem Werk „İskilipli Atıf Hoca - Kelebekler Sonsuza Uçar“ verfilmt.